# SRH柏林應用科技大學
SRH柏林应用科技大学（SRH Berlin University of Applied Sciences，原名OTA Hochschule）是德国柏林一所私立大学，隶属于SRH控股公司。这所應用科技大學成立于2002年。SRH柏林应用科学大学提供德语和英语的学士、硕士和MBA课程。这所應用科技大學面向全球招生。